# 乌伊勒维孔特
乌伊勒维孔特（法語：Ouilly-le-Vicomte，法語發音：[uji lə vikɔ̃t] ⓘ）是法国卡尔瓦多斯省的一个市镇，属于利雪区。

## 地理
乌伊勒维孔特（49°10'54"N, 0°13'26"E）面积7.73 平方千米，位于法国诺曼底大区卡爾瓦多斯省，该省份为法国西北部沿海省份，北濒大西洋英吉利海峡，东北与滨海塞纳省以海上边界相接，东临厄尔省，南至奧恩省，西与芒什省接壤。
与乌伊勒维孔特接壤的市镇（或旧市镇、城区）包括：科坎维利耶、利雪、马内尔布、诺罗勒、罗克、圣代西尔。

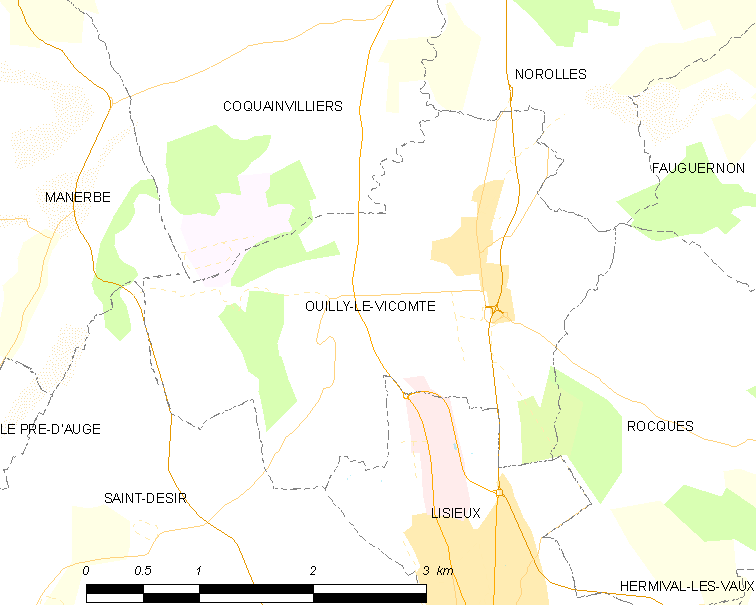
乌伊勒维孔特的OSM定位图

乌伊勒维孔特的时区为UTC+01:00、UTC+02:00（夏令时）。

## 行政
乌伊勒维孔特的邮政编码为14100，INSEE市镇编码为14487。

## 政治
乌伊勒维孔特所属的省级选区为蓬莱韦克县。

## 人口

1962-2008年间乌伊勒维孔特人口变化图示

乌伊勒维孔特于2022年1月1日时的人口数量为759人。